# Alex Luna
Alex Nahuel Luna (Rafaela, Santa Fe, Argentina; 31 de marzo de 2004) es un futbolista profesional argentino que juega como mediocampista ofensivo en Instituto de Córdoba, de la Primera división de Argentina.

## Trayectoria

### Atlético de Rafaela
Luna comenzó su carrera por las categorías inferiores de Atlético de Rafaela, habiéndose incorporado a los nueve años procedente del Club Atlético 9 de Julio. En esa época formo una dupla exitosa con el delantero proveniente de Cañada de Gómez, Valentino "Pececito" Pez, siendo la dupla goleadora en todos los torneos que participaron. En la temporada 2019-20, tuvo un muy buen papel marcando 16 goles y terminando como el máximo goleador del equipo. Luego, en el año 2020, bajo el mando de Walter Otta como DT, fue promovido al primer equipo; para después firmar su primer contrato profesional el 2 de octubre del mismo año.
Su debut como profesional llegó el 7 de diciembre del 2020, en la victoria por 3 a 2 de Atlético Rafaela ante Tigre, por la Primera B Nacional, entrando desde el banco reemplazando a Facundo Soloa al minuto 72 de partido.

### Independiente
El 29 de diciembre del 2023, fue confirmado y firmó como nuevo refuerzo del Club Atlético Independiente en calidad de cedido por un año.
Su debut llegó el 30 de enero en la victoria por 1 a 0 de Independiente ante Vélez en el estadio José Amalfitani, entrando al minuto 33 de partido. Convirtió su primer gol con la camiseta del Rojo el 22 de marzo, en la Copa Argentina, donde el club de Avellaneda venció por 3 a 0 a Deportivo Laferrere.

## Selecciones juveniles
Antes de su debut profesional con Atlético de Rafaela, Luna ya había recibido convocatorias de las Selecciones Sub-15 y Sub-17 de Argentina. Con la Sub-15, fue campeón del Torneo Vlatko Marković.

## Vida personal
Luna es de ascendencia española, a través de su bisabuela.

## Estadísticas

### Clubes
Actualizado hasta su último partido disputado el 19 de julio de 2025.
| Club                           | Div.          | Temporada     | Liga  | Liga  | Liga   | Copas nacionales | Copas nacionales | Copas nacionales | Torneos internacionales | Torneos internacionales | Torneos internacionales | Total | Total | Total  |
| Club                           | Div.          | Temporada     | Part. | Goles | Asist. | Part.            | Goles            | Asist.           | Part.                   | Goles                   | Asist.                  | Part. | Goles | Asist. |
| ------------------------------ | ------------- | ------------- | ----- | ----- | ------ | ---------------- | ---------------- | ---------------- | ----------------------- | ----------------------- | ----------------------- | ----- | ----- | ------ |
| Atlético Rafaela Argentina     | 2.ª           | 2020          | 3     | 0     | 0      | 1                | 0                | 0                | —                       | —                       | —                       | 4     | 0     | 0      |
| Atlético Rafaela Argentina     | 2.ª           | 2021          | 27    | 1     | 1      | —                | —                | —                | —                       | —                       | —                       | 27    | 1     | 1      |
| Atlético Rafaela Argentina     | 2.ª           | 2022          | 17    | 0     | 2      | —                | —                | —                | —                       | —                       | —                       | 17    | 0     | 2      |
| Atlético Rafaela Argentina     | 2.ª           | 2023          | 33    | 2     | 3      | —                | —                | —                | —                       | —                       | —                       | 33    | 2     | 3      |
| Atlético Rafaela Argentina     | Total club    | Total club    | 80    | 3     | 6      | 1                | 0                | 0                | 0                       | 0                       | 0                       | 81    | 3     | 6      |
| C. A. Independiente Argentina  | 1.ª           | 2024          | 16    | 1     | 0      | 15               | 2                | 0                | —                       | —                       | —                       | 31    | 3     | 0      |
| C. A. Independiente Argentina  | Total club    | Total club    | 16    | 1     | 0      | 15               | 2                | 0                | 0                       | 0                       | 0                       | 31    | 3     | 0      |
| Instituto de Córdoba Argentina | 1.ª           | 2025          | 19    | 6     | 3      | 2                | 0                | 1                | —                       | —                       | —                       | 21    | 6     | 4      |
| Instituto de Córdoba Argentina | Total club    | Total club    | 19    | 6     | 3      | 2                | 0                | 1                | 0                       | 0                       | 0                       | 21    | 6     | 4      |
| Total carrera                  | Total carrera | Total carrera | 115   | 10    | 9      | 18               | 2                | 1                | 0                       | 0                       | 0                       | 133   | 12    | 10     |
| 1.                             |               |               |       |       |        |                  |                  |                  |                         |                         |                         |       |       |        |